# 2117 Danmark
2117 Danmark је астероид главног астероидног појаса са средњом удаљеношћу од Сунца која износи 2,868 астрономских јединица (АЈ).
Апсолутна магнитуда астероида је 11,7.